# Idioma cabardino
El cabardino, cabardiano, circasiano oriental o cherqueso (адыгэбзэ) es una lengua caucásica de la rama circasiana, próxima al adigués, y que es hablada por los cabardinos, un pueblo circasiano que habita en la república de Kabardia-Balkaria en Rusia. Hay hablantes de cabardino en la diáspora circasiana, presente mayoritariamente en Jordania, Turquía, Siria y Estados Unidos.

## Descripción lingüística
El cabardino posee 47 o 48 fonemas consonánticos, de los cuales 22 o 23 son fricativos (dependiendo de si se considera [h] un fonema). Tal número de fonemas consonánticos contrasta con el reducido número de fonemas vocálicos: sólo dos. El cabardino es una de las pocas lenguas que posee una clara distinción entre africadas eyectivas y fricativas eyectivas.
El cabardino se escribe en alfabeto cirílico y, al igual que el resto de lenguas caucásicas noroccidentales, posee un complejo sistema verbal. Es una lengua ergativa.

## Dialectos
El cabardino posee dos dialectos: besleney y terek (este último es base de la lengua literaria). Algunos lingüistas afirman que el cabardino no es más que un dialecto del adigué o circasiano, que consta de todos los dialectos del adigué y del cabardino juntos. Los cabardianos mismos llaman a su lengua adygabza ("lengua circasiana"). Muchos lingüistas, incluido Georges Dumézil, han empleado los términos circasiano oriental (cabardino) y circasiano occidental (adigués) para evitar confusiones, pero los términos "circasiano" y "cabardino" se pueden encontrar en la literatura lingüística. Existen numerosas claves fonéticas y léxicas diferentes que crean una separación razonablemente bien definida entre los dos dialectos circasianos, pero el grado en que son mutuamente inteligibles aún no se ha determinado. El asunto se complica por la existencia del besleney, que a menudo está considerado como un dialecto del cabardino, pero que mantiene muchas características en común con algunos dialectos del adigué. 
Desde 2004, la televisión pública turca Corporación Turca de Radio y Televisión emite semanalmente un programa de media hora en el dialecto terek del cabardino.